# Сплав (фільм)
«Сплав» — радянський художній фільм 1961 року режисера Олександра Карпова, знятий на кіностудії «Казахфільм».

## Сюжет
Про роботу вчених науково-дослідного інституту під керівництвом професора Усенова, який впроваджує новий сплав на одному з уральських заводів. У центрі сюжету взаємини між трьома молодими науковцями, які працюють в галузі фізики високих тисків — Бекеном Асановим, Камілею Усеновою, дочкою професора, і Єгором Нікітіним.

## У ролях
- Канабек Байсеїтов — Жантуар Усенов, директор інституту
- Всеволод Сафонов — Єгор Нікітін
- Нурмухан Жантурин — Бекен Асанов
- Раїса Мухамедьярова — Каміля Усенова
- Шолпан Джандарбекова — Зура
- Кененбай Кожабеков — Туліген
- Роза Ісмаїлова — Сандігуль
- Мухтар Бахтигерєєв — Єдельбай
- Сабіра Майканова — Даметкен
- Костянтин Максимов — Колястик
- Павло Хромовських — Уралов, директор заводу
- Юрий Померанцев — епізод
- Лідія Мартюшова — епізод
- Людмила Страхова — епізод
- Василь Мельников — епізод
- Віталій Бєляков — епізод
- Шахан Мусін — епізод

## Знімальна група
- Режисер — Олександр Карпов
- Сценаристи — Маро Єрзінкян, І. Єсенберлін
- Оператор — Михайло Аранишев
- Композитор — Анатолій Бичков
- Художник — Кулахмет Ходжіков